# 秃发佗
秃发佗（？—？），南凉宗室，河西鲜卑人，是南凉国王秃发傉檀的儿子。
410年，秃发傉檀亲领五万骑兵征讨北凉沮渠蒙逊，在穷泉会战大败，秃发傉檀单人匹马跑了回去。沮渠蒙逊乘胜包围姑臧。姑臧人夷汉一万多户向沮渠蒙逊投降。秃发傉檀大惊，派司隶校尉敬归和秃发佗到沮渠蒙逊那里去做人质，以此请求和解，沮渠蒙逊答应了他。秃发佗中途趁机逃了回来，又被北凉追兵抓了回去。